# Starokrzepice
Starokrzepice – wieś w Polsce położona w województwie śląskim, w powiecie kłobuckim, w gminie Krzepice, nad rzeką Liswartą.
Obecnie w Starokrzepicach jest około 10 ulic. Główną jest ulica Oleska, która ciągnie się przez całą miejscowość. Pozostałe ulice można zaliczyć jako osiedla.
W Starokrzepicach działa OSP, Ośrodek Zdrowia, dawniej działał Urząd Pocztowy. Działa również Młodzieżowa Orkiestra Dęta OSP oraz zespół mażoretek.
Na terenie wsi działają liczne przedsiębiorstwa produkcyjno-handlowo-usługowe oraz sklepy.

## Części wsi
| SIMC    | Nazwa                  | Rodzaj    |
| ------- | ---------------------- | --------- |
| 0137147 | Jawor                  | część wsi |
| 0137153 | Kolonia Starokrzepice  | część wsi |
| 0137160 | Młyn                   | część wsi |
| 0137176 | Starokrzepice-Zawodzie | część wsi |

## Historia
Wieś starościńska, zw. też Krzepice Stare, w której w 1564 r. było 12 kmieci osiadłych na półłankach, płacących czynsz, podymne i podatek rybny z rzeki Liswarty. Jedyny zagrodnik płacił czynsz, a sołtys posiadał przywilej jeszcze z XIII w.
Według lustracji z 1789 r. wieś odrabiała 123 dni pańszczyzny, dawała 200 zł. 20 gr. wiecowego, 123 wiertele owsa, 63 kury, 307 jaj. Młynarz płacił 200 zł wiecznego. Folwark starościński w 1785 r. uprawiał żyto, pszenicę, jęczmień, owies, tatarkę, proso i groch. W 1858 r. według relacji ks. Bogusławskiego "ciężary na budowlę, fornalami w niedzielę wożą". W roku 1860 dzierżawcę Klucza Rządowego Starokrzepice był wójt Milkowski.
W okresie międzywojennym w miejscowości stacjonowała placówka Straży Celnej „Starokrzepice”, a po przekształceniach placówka Straży Granicznej I linii „Starokrzepice”.
W czasie okupacji, wieś włączona była do III Rzeszy (powiat blachowieński w rejencji opolskiej prowincji Górny Śląsk). W latach 1941–1945 urzędowa nazwa wsi brzmiała Altkrippitz.
W latach 1975–1998 miejscowość administracyjnie należała do województwa częstochowskiego.

## Szkoła
Szkoła powstała w czasach Księstwa Warszawskiego. W 1823 r. zbudowano drewniany budynek szkoły i gmina utrzymywała nauczyciela. W 1838 r. w szkole było 68 uczniów. W 1905 r. szkoła miała dach słomiany, toteż zbudowano nową z mieszkaniem dla nauczycieli. Od 1924 r. była tu placówka 2-klasowa, a po rozbudowie w 1926 r. stała się 4-klasową, od 1928/29 doszły klasy V-VI, a w 1930/31 oddział VII. 1 III 1954 r. uruchomiono szkołę, dla której w 1964 r. budowano nowy budynek. W roku 1996/97 Publiczna Szkoła Podstawowa im. Wł. Reymonta miała 9 oddziałów i 212 uczniów, a funkcję dyrektora pełniła mgr Ewa Patrzyk. W latach 90. ówczesny dyrektor szkoły Henryk Owczarek rozbudował szkołę o dodatkowe klasy, bibliotekę i salę telewizyjną. Obecnie dyrektorem jest mgr. Mariusz Polus. W szkole funkcjonuje oddział przedszkolny, szkoła podstawowa i gimnazjum. Szkoła nosi imię Władysława Reymonta i znajduje się w nowoczesnym budynku zawierającym dwie sale komputerowe oraz obiekty sportowe (sala gimnastyczna, boisko, od grudnia 2010 również hala sportowa)

## Kościół i parafia
W 1267 r. parafię uposażył Władysław książę wrocławski i abp Salzburga, a uposażenie potwierdził Zygmunt August w 1552 r. W latach 1552–1815 duszpasterzami w Starokrzepicach byli kanonicy regularni z Krzepic. Na mocy bulli Piusa VII "Eximposita nobis" parafia starokrzepicka została wyłączona z diecezji wrocławskiej i włączona do włocławskiej. W 1736 r. został wzniesiony nowy, drewniany kościół, który spłonął 20 października 1908 r. Dzięki ks. Janowi Patorskiemu zbudowano obecny kościół pw. Przemienienia Pańskiego (1909–1912). W latach 80., ks. proboszcz Stanisław Kucała wraz z parafianami dokonał modernizacji placówki kościelnej, plebanii i otoczenia kościoła (wybudowano nową salkę katechetyczną). Od roku 1997 do końca czerwca 2012 r. proboszczem był ks. Adam Sołtysiak, który doprowadził do zbudowania kaplicy (chłodni), nowej plebanii, powstania malowanych fresków i odnowienia głównego ołtarza. Od lipca 2012 proboszczem był ks. Tomasz Wrona. Jego staraniem ukończono powstanie fresków w świątyni. Od lipca 2018 proboszczem jest ks. Marek Szumilas.